# Sơn ca Á-Âu
Sơn ca Á-Âu hay sơn ca đồng (danh pháp hai phần: Alauda arvensis) là một loài chim thuộc Họ Sơn ca. Sơn ca Á-Âu sinh sản ở hầu hết châu Âu và châu Á và vùng núi phía bắc châu Phi. Loài này chủ yếu sinh sống ở phía tây của phạm vi phân bố của nó, nhưng quần thể phía đông có tính di cư nhiều hơn, di chuyển xa hơn về phía nam vào mùa đông. Ngay cả ở phần phía tây có khí hậu ôn hòa hơn trong phạm vi sinh sống của nó, nhiều cá thể chim cũng di chuyển xuống vùng đồng bằng và bờ biển vào mùa đông. Một số cá thể của loài ở phần châu Á xuất hiện như là loài chim sống lang thang ở Alaska, loài chim này cũng đã được du nhập vào Hawaii, phía tây Bắc Mỹ, phía đông Australia và New Zealand.